# Мурравари
Народ Мурраваррі (Murrawarri), який проживає в Австралії, оголосив про свою незалежність 12 травня 2013 року було направлено королеві і прем'єр-міністру Великої Британії, а також владі Квінсленду і Нового Південного Уельсу, на території яких і проживають племена. Республіка є віртуальною державою, що проголосила свою незалежність від Австралії в 2013 році, на території розташованій на кордоні з державами в Новому Південному Уельсі - Квінсленд в Австралії. Територія є традиційною батьківщиною людей аборигенної нації, але більшість населення в даний час є некоренними австралійцями. Уряд Австралії не визнала визнання незалежності, і їх незалежність була повністю невизнаної.
Республіка Мурраваррі ідентифікує свою територію як грубо трикутну форму, перетинаючи кордон Квінсленда, Нового Південного Уельсу з її східної вершиною, близькою до двох державних кордонів, приблизно в 600 км від Тихого океану , на суші від Великого делигнинга , його північно-західна вершина, близька до Квінслендського міста Куннамулла і його південно-західній вершині при злитті річок Дарлінг і Уоррего . Це приблизно 200 км зі сходу на захід і близько 250 км з півночі на південь. Сайт Республіки цитує його площу як 81 796 км 2, але ця область не відповідає вимірам, взятим з карти.
Непослідовність між заявкою землі Мураварри і істинним районом заявленої землі була спеціально розглянуто в дослідженні, опублікованому журналом Policy Policy Journal , який підтверджує, що справжня площа Murrawarri становить близько 22 170 км 2 , що становить менше однієї третини від того, що офіційно заявлено. У дослідженні також зроблено висновок про те, що «проголошення Республіки Мурраварри в даний час надає значний вплив на аналогічні контексти в Австралії», тим самим посилюючи дискусію про суверенітет аборигенів.
Домінуюча рослинність і клімат, засновані на класифікації Кеппен, описуються як спекотні, насущно сухі пасовища.  Середня максимальна і мінімальна температури в січні становлять близько 36 ° C і 18 ° C відповідно, а в липні - 22 ° C і 5 ° C відповідно. Зливовий дощ становить близько 360 мм на рік, а влітку більше, ніж взимку. 
Mitchell Highway (A71) перетинає територію з півночі на південь.
Тимчасова державна рада є керівним органом Республіки Мурраварі. Перше засідання Народної ради відбулося 13 липня 2013 року у Валь морені, де на засіданні було прийнято одноголосне рішення про створення Тимчасового радянського держави.
Він складається з 11 членів, які є Фред Купер, Кевін Купер, Філліс Кабі, Евелін Паркер, Сем Джеффріс, Десмонд Джонс, Філіп Салліван, Джулі Джонстон, Глорія Джонстон, Шарні Хупер і Елісон Солт. Фред Хупер є нинішнім головою Тимчасової радянської держави

## Значення прапора
Коричневий і Світло-блакитний являють собою материнську землю. Коричневий колір, який представляє землю і світло-блакитний, як небо, де духи Murrawarri живуть до їх повернення на падаючу зірку, а також воду і людей. Біла зірка у верхньому лівому куті має вісім точок, які представляють собою вісім кланових груп Республіки Мураварри.